# As-Sarachsī
Schams al-A'imma Abū Bakr Muhammad ibn Ahmad as-Sarachsī (arabisch شمس الأئمة أبو بكر محمد بن أحمد السرخسي, DMG Šams al-Aʾimma Abū Bakr Muḥammad ibn Aḥmad as-Saraḫsī, geb. in Sarachs; gest. um 1096 in Ferghana) war ein hanafitischer Rechtsgelehrter im 11. Jahrhundert in Transoxanien (siehe Karachaniden) und ist als Verfasser eines umfangreichen Rechtskompendiums bekannt.
Er war ein Schüler von Schams al-A'imma al-Halwani (gest. ca. 1056) in Buchara.
Seine großen Werke diktierte er seinen Schülern im Gefängnis.
Schüler von ihm wurden von den Karachaniden in Buchara und in Samarkand zu Qādīs ernannt.
Sarachsi verfasste unter anderem das Uṣūl al-fiqh und das umfangreiche Rechtskompendium Kitāb al-mabsūṭ, das in 30 Bänden veröffentlicht wurde.
Das Werk von asch-Schaibānī (gest. 805), einem der Begründer der hanafitischen Rechtsschule des sunnitischen Islam, zur islamischen Völkerrechtslehre (das كتاب السير الكبير kitāb as-siyar al-kabīr, DMG kitāb as-siyar al-kabīr, ‚Das große Buch über Völkerrecht‘), ist in Sarachsis späterer Bearbeitung, dem Šarḥ as-Siyar al-kabīr (Šarḥ kitāb as-siyar al-kabīr li-Muḥammad Ibn-Ḥasan aš-Šaibānī), erhalten.

## Werke (Auswahl)
- Kitāb al-mabsūṭ (Rechtskompendium)[3]
- Uṣūl al-fiqh
- Šarḥ as-Siyar al-kabīr